# Consenso de 1992
El Consenso de 1992 (chino tradicional: 九二共識; chino simplificado: 九二共识; Pinyin: Jiŭ Èr Gòng shí) es un término político en referencia a los resultados de una reunión en 1992 entre la Asociación de Relaciones Entre Ambos Lados del Estrecho de Taiwan (ARATS, por sus siglas en inglés) y la Fundación para los Intercambios a través del Estrecho (SEF, por siglas en inglés) un acuerdo para adherirse al principio de Una sola China. El partido político Kuomintang de la República de China (Taiwán), dice que existe el consenso, mientras que el Partido Progresista Democrático y el que fue presidente de la República de China y del Kuomintang en 1992, Lee Teng-hui son negacionistas sobre la existencia del consenso de 1992, este último fue expulsado del partido por colaborar con agrupaciones y partidos enemigos del Kuomintang. El consenso, según lo descrito por algunos observadores, es que, sobre el tema del "principio de Una sola China", ambas partes reconocen que hay una sola "China" - tanto en China continental y en la isla de Taiwán pertenecen a la misma China, pero ambas partes están de acuerdo en interpretar el significado de que una China de acuerdo a su propia definición individual.
Los críticos del término, incluyendo el Partido Progresista Democrático, señalan que debido a que no hubo acuerdo sobre el "significado" y la comprensión mutua de "China" y cuál gobierno, ya sea la República de China o la República Popular China, representa a "China", y que no era un "consenso" en absoluto. El antiguo secretario general del Consejo Nacional Su Chi admitió también que él inventó el término en 2000, ocho años después de las reuniones.
La posición de la República Popular China es que hay una soberanía indivisible de China, y que la República Popular China es el único representante legítimo de la soberanía. La posición del Kuomintang de la República de China es que hay una soberanía indivisible de China, y que la República de China es el único representante legítimo de la soberanía.
El 2 de enero de 2019, el presidente de la República Popular China Xi Jinping marcó el mensaje del 40.° aniversario a sus compatriotas de Taiwán con un largo discurso en el que pedía la adhesión al Consenso de 1992 y se oponía enérgicamente a la independencia de Taiwán. Dijo que la resolución política del problema de Taiwán será la fórmula utilizada en Hong Kong y Macao, un país, dos sistemas.
El 2 de enero de 2019, La presidenta de Taiwán, Tsai Ing-wen, en respuesta al discurso de Xi, declaró que "la definición de las autoridades de Pekín del 'Consenso de 1992' es 'una China' y 'un país, dos sistemas'", y que "nosotros nunca hemos aceptado el "Consenso de 1992". Sin embargo, Tsai pide que las negociaciones de gobierno a gobierno resuelvan el estatus político de Taiwán en lugar de las consultas políticas con los partidos políticos taiwaneses para promover sus objetivos de reunificación.